# Stazione di Hoxton
La stazione di Hoxton  è una stazione ferroviaria situata sulla East London Line, a servizio di Hoxton, quartiere facente parte del borgo londinese di Hackney.

## Storia
La stazione è stata aperta ufficialmente al pubblico il 27 aprile 2010, inizialmente con servizi limitati ai giorni feriali tra Dalston Junction e New Cross o New Cross Gate. Il 23 maggio 2010 i servizi sono stati estesi in direzione sud da New Cross Gate fino a West Croydon.
Hoxton fu individuata come possibile nuova stazione in una proposta del 1993 per estendere la East London Line verso nord da Whitechapel fino a Dalston Junction, con nuove stazioni da costruire a Bishopsgate (in seguito aperta come Shoreditch High Street), Hoxton, Haggerston e Dalston Junction. Il piano fu approvato nel 1996 e in base ai progetti avrebbe dovuto essere completato entro il 1998, ma per mancanza di fondi fu rinviato per diversi anni.
La nuova estensione utilizza il tracciato del Kingsland Viaduct. Questo collegamento dismesso era stato aperto dalla North London Railway (NLR) nel 1865 e denominato North London Line City Branch in quanto permetteva di raggiungere la City. La linea aveva quattro stazioni: Dalston Junction, Haggerston, Shoreditch e un grande terminale alla stazione di Broad Street (situata accanto alla stazione di Liverpool Street e un tempo la terza stazione più trafficata del Regno Unito; fu chiusa nel 1986 e in seguito demolita). Dopo la chiusura i binari vennero rimossi ma il diritto di passaggio venne mantenuto. Le nuove stazioni di Haggerston e Dalston Junction sono state costruite vicino o sopra le corrispondenti vecchie stazioni della NLR; Hoxton è invece stata costruita ex-novo.

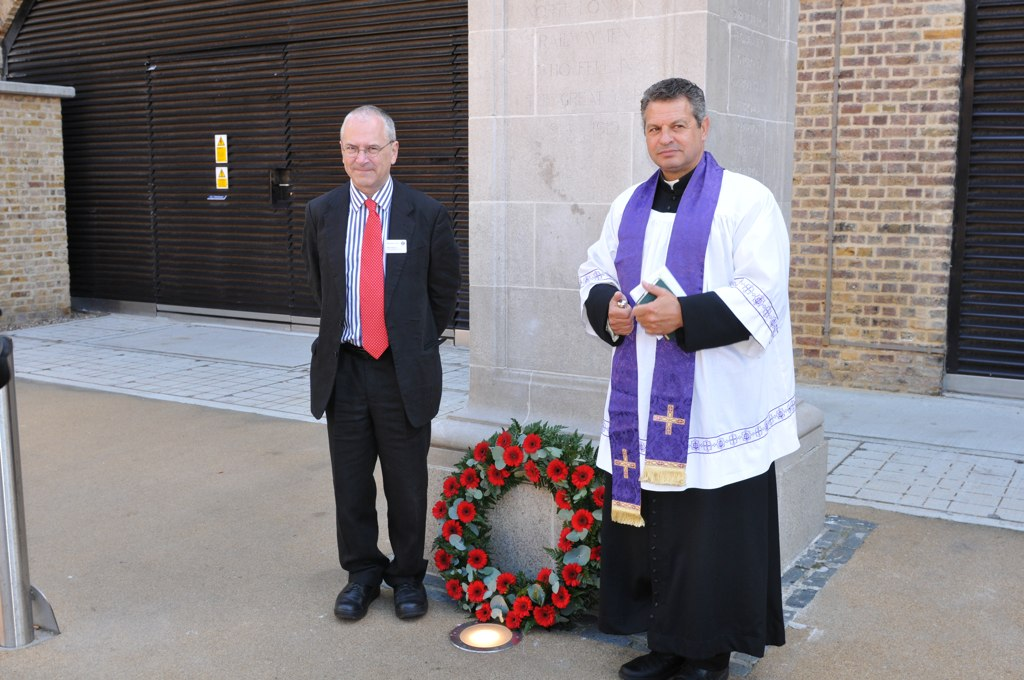
Cerimonia di riconsacrazione del North London Railway War Memorial nel 2011

Di fronte all'ingresso della stazione si trova il memoriale dedicato al personale della NLR caduto durante la prima guerra mondiale. Originariamente situato alla stazione di Broad Street, dopo la chiusura di questa fu spostato a Richmond e nel 2011 ricollocato in una posizione più vicina a quella originale. È un monumento classificato di grado II.

## Strutture e impianti

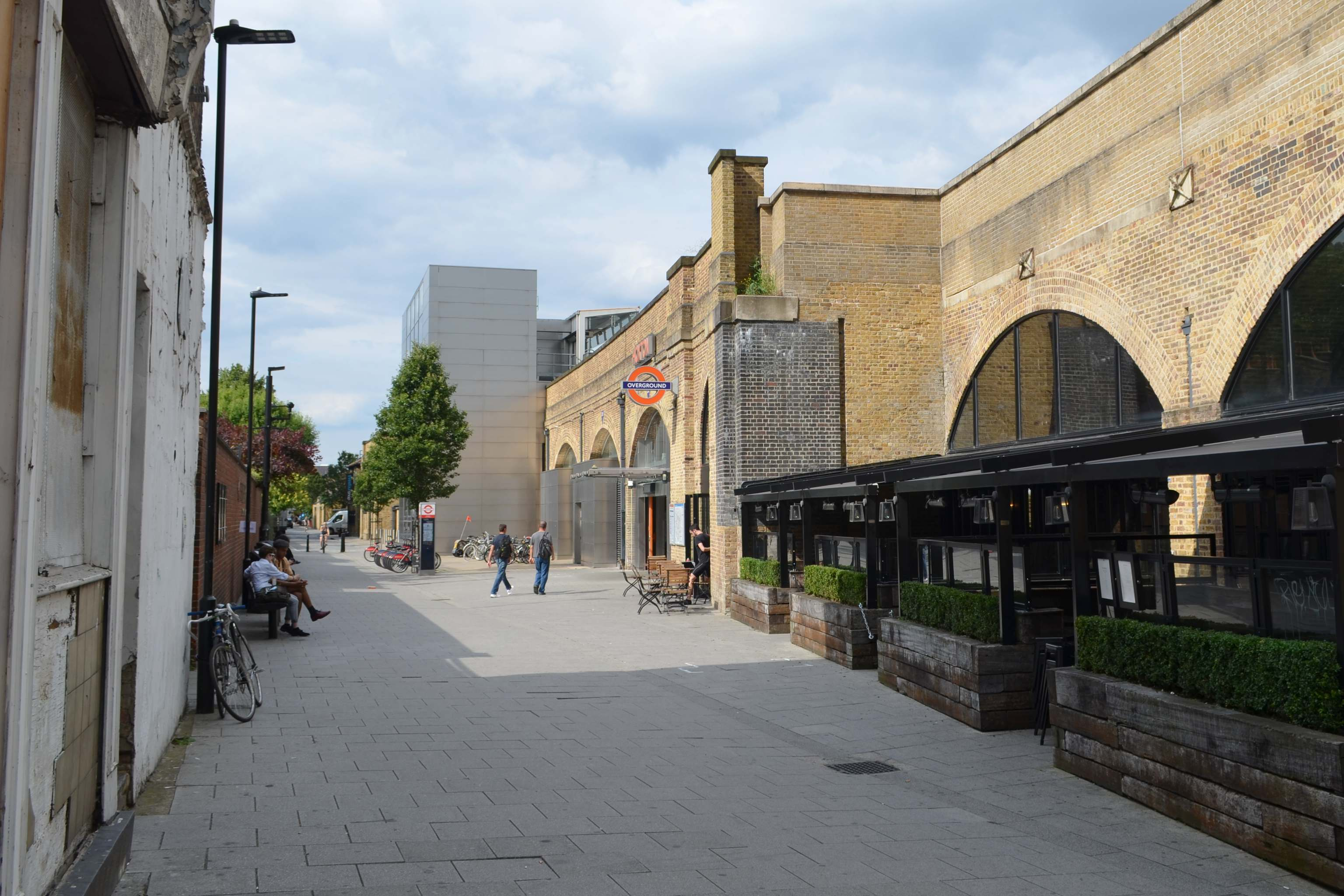
Facciata ovest ed estremità meridionale di Geffrye Street nel luglio 2016

Hoxton è una stazione con due piattaforme, situate sul Kingsland Viaduct. Le banchine possono ospitare treni di lunghezza fino a quattro carrozze. La biglietteria e l'ingresso sono situate sotto il viadotto e ciascuna piattaforma è accessibile per messo di ascensori e scale.
Si trova sul confine tra la Travelcard Zone 1 e la Travelcard Zone 2.

## Movimento
La stazione di Hoxton è servita dalla linea Windrush del servizio della London Overground.

## Interscambi
Nelle vicinanze della stazione effettuano fermata alcune linee automobilistiche urbane, gestite da London Buses.
- Fermata autobus